# استان سود چیچاس
استان سود چیچاس (به اسپانیایی: Provincia de Sud Chichas) یکی از استان‌های بولیوی در بولیوی است که در شهرستان پوتوسی واقع شده‌است. استان سود چیچاس ۸٬۱۵۸ کیلومتر مربع مساحت و ۴۷٬۸۷۳ نفر جمعیت دارد.